# 日德兰银行
日德兰银行 (Jyske Bank A/S，OMX： JYSK) 是丹麦第三大银行。总部位于锡尔克堡，分支则设于丹麦、法国、德国、直布罗陀和荷兰、瑞士以及英国。日德兰银行在丹麦排名第三，市场占有率约为7 %，它同时也是哥本哈根证交所第二大银行，以及总部设在哥本哈根以外的最大银行。
日德兰银行自称采取了一种非正式的储蓄方法，为了营造开放的储蓄环境，该行于1998年放弃了传统的银行柜台形式，代之以每4-8名业务员环坐于一圆桌的形式。
该行CEO是Anders Dam，雇员4500人。

## 历史
日德兰银行于1967年有日德兰半岛几家银行合并: 锡尔克堡银行, Kjellerup银行, Kjellerup商业和农村银行以及锡尔克堡商业和农业银行。这些银行都初创于19世纪中叶。
- 1968 - 日德兰银行并购Brædstrup og Omegn银行
- 1970 - 日德兰银行并购Samsø银行
- 1970 - 日德兰银行并购Odder Landbo银行
- 1981 - 日德兰银行并购哥本哈根Finans银行。
- 1983 - 日德兰银行并购Vendelbo银行
- 1989 - 日德兰银行并购Holstebro银行

## 子公司
- JN数据
- 日德兰金融
- 锡尔克堡数据中心
- 北欧Factoring A/S

## 分支
- 日德兰银行（瑞士）
- 日德兰银行（直布罗陀）
- 日德兰银行 Filiale Hamburg (Germany)
- 日德兰银行（法国）
- Berben's Effectenkantoor B.V. (Netherlands)

## 链接
- 官方网站